# 鲁道夫·德格马克
鲁道夫·德格马克（瑞典語：Rudolf Degermark，1886年7月19日—1960年5月21日），瑞典男子体操运动员。他曾获得1908年夏季奥运会体操比赛男子团体全能金牌。他于1960年在斯德哥尔摩布羅姆馬去世。